# Чуйкевичі
Чуйке́вичі — старовинний старшинсько-дворянський рід, що походив від Ничипора (Никифора) Чуйкевича, який жив у 17 столітті.

## Найвідоміші представники роду
До роду Чуйкевичів належали:
- сини Никифора Чуйкевича:
  - Олександр Никифорович Чуйкевич — полтавський городовий (1665) і полковий (1693—1706) писар;
  - Василь Никифорович Чуйкевич — київський наказний полковник (1701), згодом генеральний суддя (1706—1709). Був прихильником гетьмана Івана Мазепи. 1710 року засланий до Сибіру, де прийняв чернецтво;
- син Олександра Чуйкевича:
  - Федір Олександрович Чуйкевич (1685; за іншими даними 1695 — близько 1764; за іншими даними — близько 1759) — український правознавець;
- син Василя Чуйкевича:
  - Семен Васильович Чуйкевич — державний діяч Гетьманщини. Від 1728 року разом із Степаном Тарнавським керував Генеральною канцелярією. У 1730—1734 роках — ніжинський полковий суддя, згодом тимчасово очолював Ніжинський полк. Чоловік Мотрі Василівни Кочубей.

Серед представників роду Чуйкевичів:
- Петро Андрійович Чуйкевич (близько 1783 — 1831) — учасник Бородінського бою, за який одержав орден Володимира. У 1814—1816 роках — директор Окремої канцелярії військового міністра О.Горчакова. З 1823 року — генерал-майор. 3 1829 року — начальник штабу Окремого Оренбурзького корпусу. Присвятив Д.Трощинському свій переклад з французької «Познание человека» (1806). Автор книг «Стратегические рассуждения о первых действиях россиян за Дунаем в 1810 г.», «Рассуждения о войне 1812 г.» (1813).

На думку Олександра Оглоблина, до цього роду (по лінії Федора Чуйкевича) належав педагог, етнограф Петро Омелянович Чуйкевич (1818 — близько 1876).
Дворянський рід Чуйкевичів було записано до першої частини родовідної книги Чернігівської губернії.